# Municipio de Concord (condado de Dubuque)
El municipio de Concord (en inglés: Concord Township) es un municipio ubicado en el condado de Dubuque en el estado estadounidense de Iowa. En el año 2010 tenía una población de 873 habitantes y una densidad poblacional de 9,25 personas por km².

## Geografía
El municipio de Concord se encuentra ubicado en las coordenadas 42°36′8″N 90°57′23″O / 42.60222, -90.95639. Según la Oficina del Censo de los Estados Unidos, el municipio tiene una superficie total de 94.34 km², de la cual 94,34 km² corresponden a tierra firme y (0 %) 0 km² es agua.

## Demografía
Según el censo de 2010, había 873 personas residiendo en el municipio de Concord. La densidad de población era de 9,25 hab./km². De los 873 habitantes, el municipio de Concord estaba compuesto por el 99,31 % blancos, el 0,23 % eran afroamericanos y el 0,46 % eran de una mezcla de razas. Del total de la población el 0,46 % eran hispanos o latinos de cualquier raza.